# Verbänderung

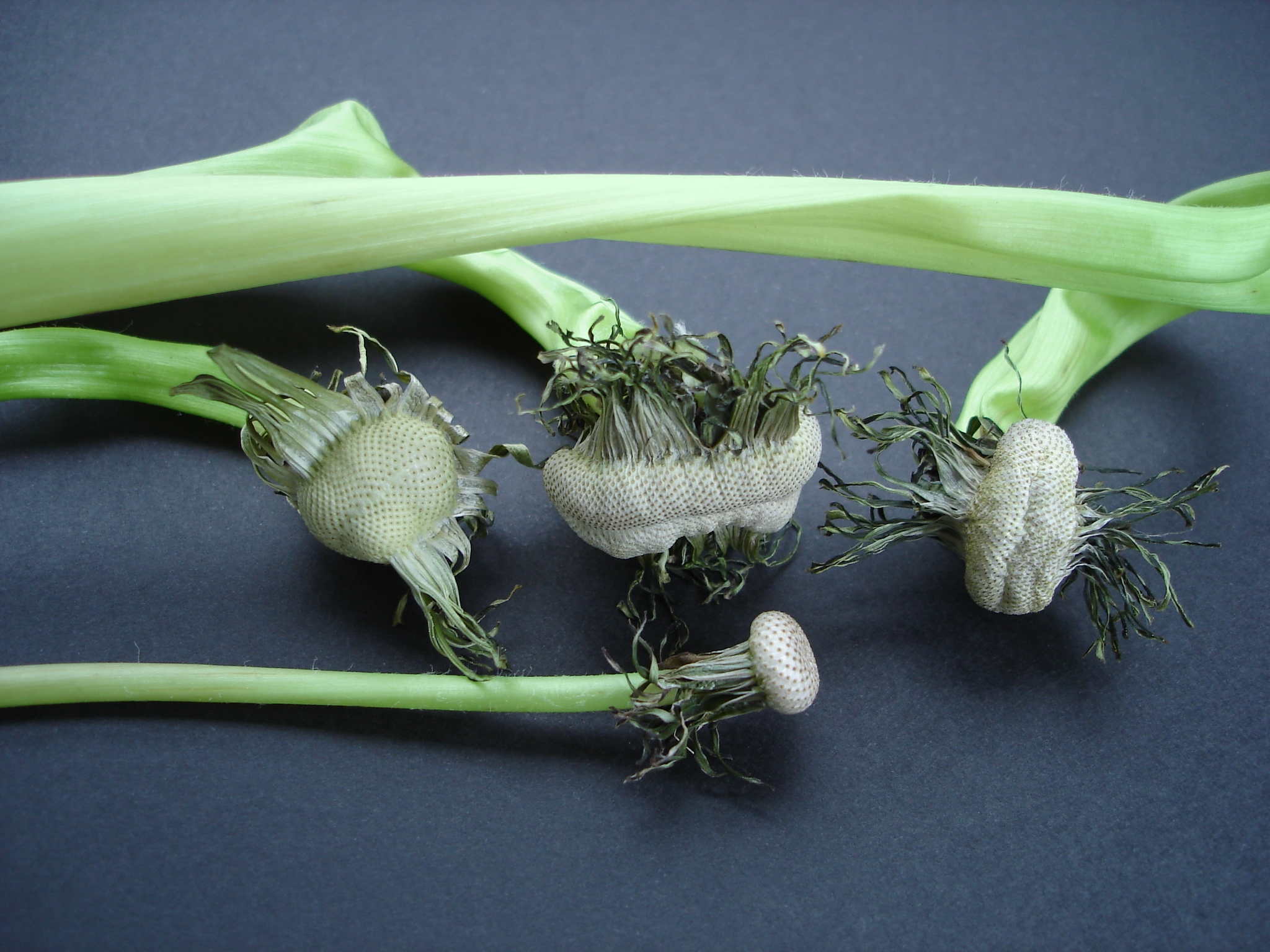
Blütenstände des Gewöhnlichen Löwenzahns (Taraxacum officinale)

Eine Verbänderung oder Fasziation ist eine in der Regel seltene und ungewöhnliche Wuchsform von Pflanzen. Die betroffenen Pflanzen oder Pflanzenteile werden meist Kammformen oder Cristaten genannt. Verbänderungen wurden bisher an mehr als hundert verschiedenen Pflanzenarten beobachtet. Sie können an allen Pflanzenteilen wie Wurzeln, Sprossachsen, Blättern, Blütenständen, Blüten und Früchten sowohl krautiger als auch verholzender Pflanzen auftreten.
Eine Verbänderung weist eine große Ähnlichkeit mit einer dichotomen Verzweigung auf, bei der sich die Scheitelzellen eines Sprosses in zwei Gabelsprosse teilen. Bei der Verbänderung bleibt der Teilungsprozess jedoch unvollständig, so dass sich der sonst punktförmige Vegetationskegel an der Spitze des Sprosses linear verbreitert. Hierdurch wird das folgende Gewebe nicht wie im Normalfall zylindrisch, sondern band- oder kammförmig und infolge innerer Spannungen häufig verdreht ausgebildet.
Mögliche Auslöser einer Verbänderung sind Schädigungen durch Viren und phytopathogene Bakterien (Rhodococcus fascians), insbesondere durch diese in die Pflanzen verbrachte Plasmide, Pilzinfektionen, Milbenbefall sowie Chemikalien, ionisierende Strahlung und spontane Mutation. Vermutlich rufen die durch die Schädigungen verursachten Wuchsstörungen in den Pflanzen ein genetisches Alternativprogramm auf, das von der bei Samenpflanzen normalen Verzweigung durch Seitenknospen auf die ursprüngliche dichotome Verzweigung umschaltet. Kann diese aber z. B. wegen im Laufe der Evolution verloren gegangener oder umfunktionierter Gene nicht vollständig ausgeführt werden, kommt es zur Verbänderung.

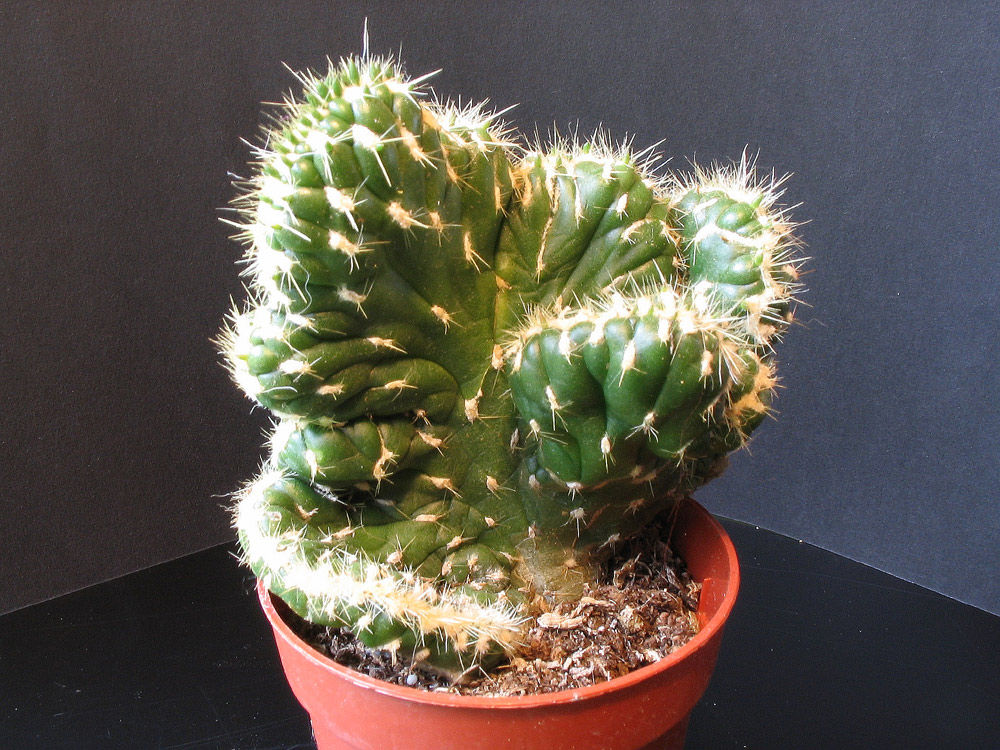
Spross einer Austrocylindropuntia cylindrica

Relativ häufig sind Cristatformen bei hoch sukkulenten und nur gering verzweigenden Pflanzen wie z. B. Kakteen zu beobachten. Sie kommen natürlich vor und scheinen, wie sehr große und alte Exemplare zeigen, die betroffenen Pflanzen nicht zu behindern. In Kultur werden sie jedoch zur besseren Erhaltung und Vermehrbarkeit häufig gepropft. Manchmal entwickeln sich aus Cristaten spontan wieder normale Sprosse. Bei krautigen oder dünntriebigen Pflanzen ergeben sich durch die Verbänderung manchmal Versorgungsprobleme, so dass die Cristaten nach einiger Zeit zurücktrocknen. Bei einer Kulturform des Silber-Brandschopfes (Celosia argentea var. cristata) ist die Fähigkeit zur Ausbildung  verbänderter Blütenstände erblich und wird durch züchterische Arbeit erhalten.
Auch bei Blütenständen des Löwenzahns treten Verbänderungen ungewöhnlich häufig auf. Dabei können sowohl verbänderte Blütenstände, als auch mehrere Blütenstände normaler Form an der Spitze einer verbänderten Sprossachse auftreten.

## Galerie

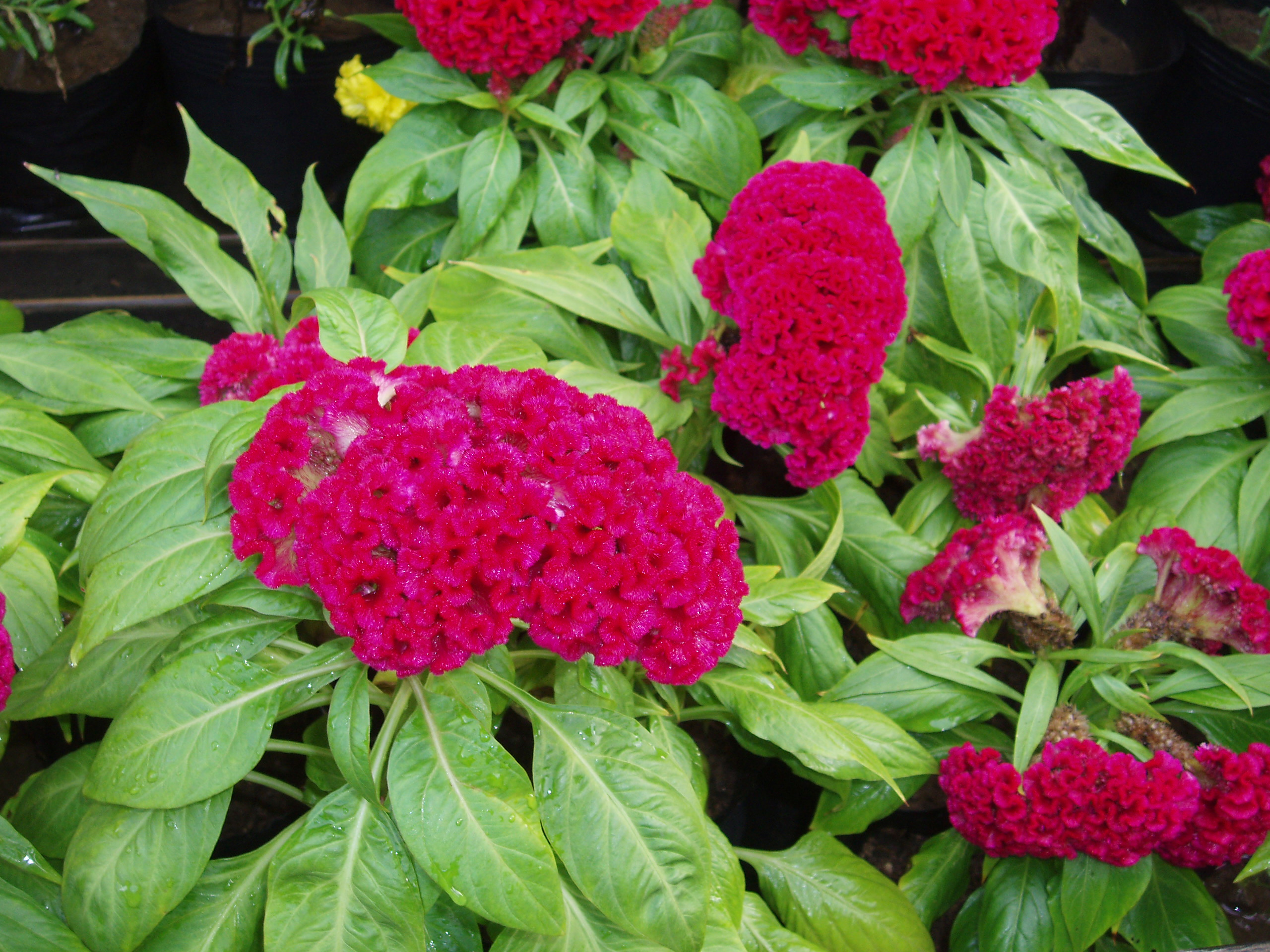
Blütenstände des Silber-Brandschopfes (Celosia argentea var. cristata)
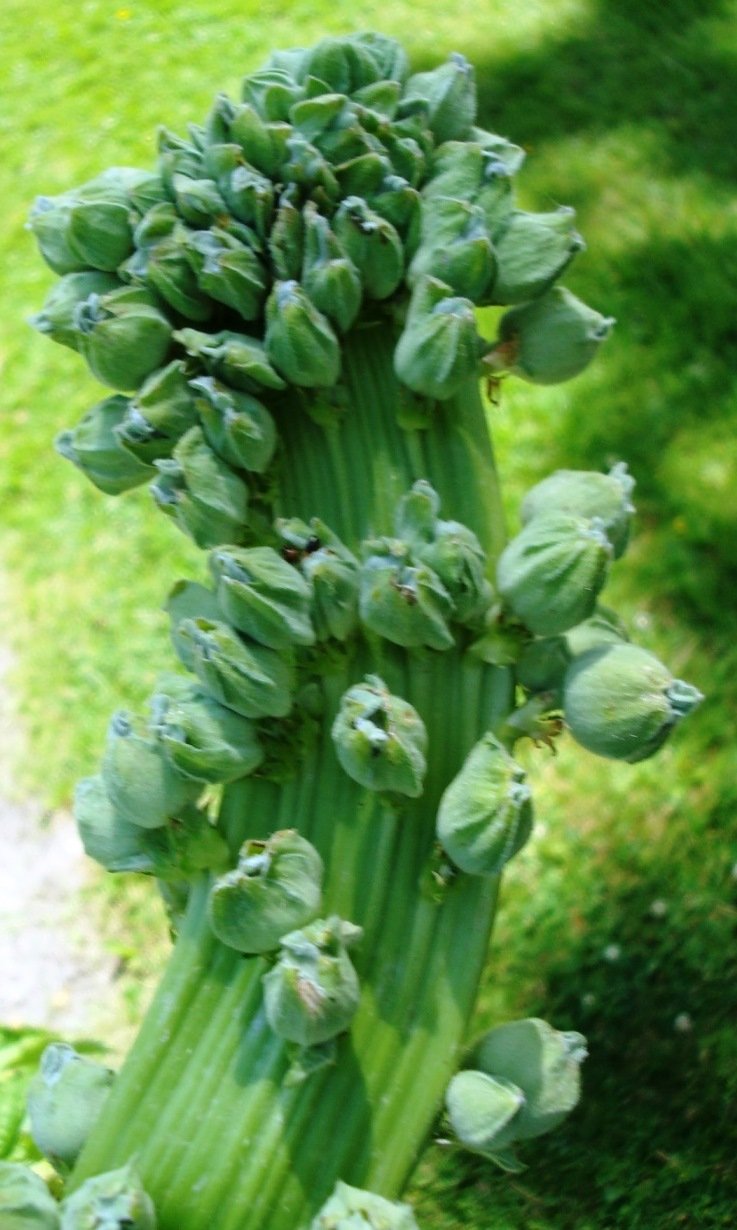
Verbänderter Blütenstand (Knospen) einer Stockrose (Alcea rosea)
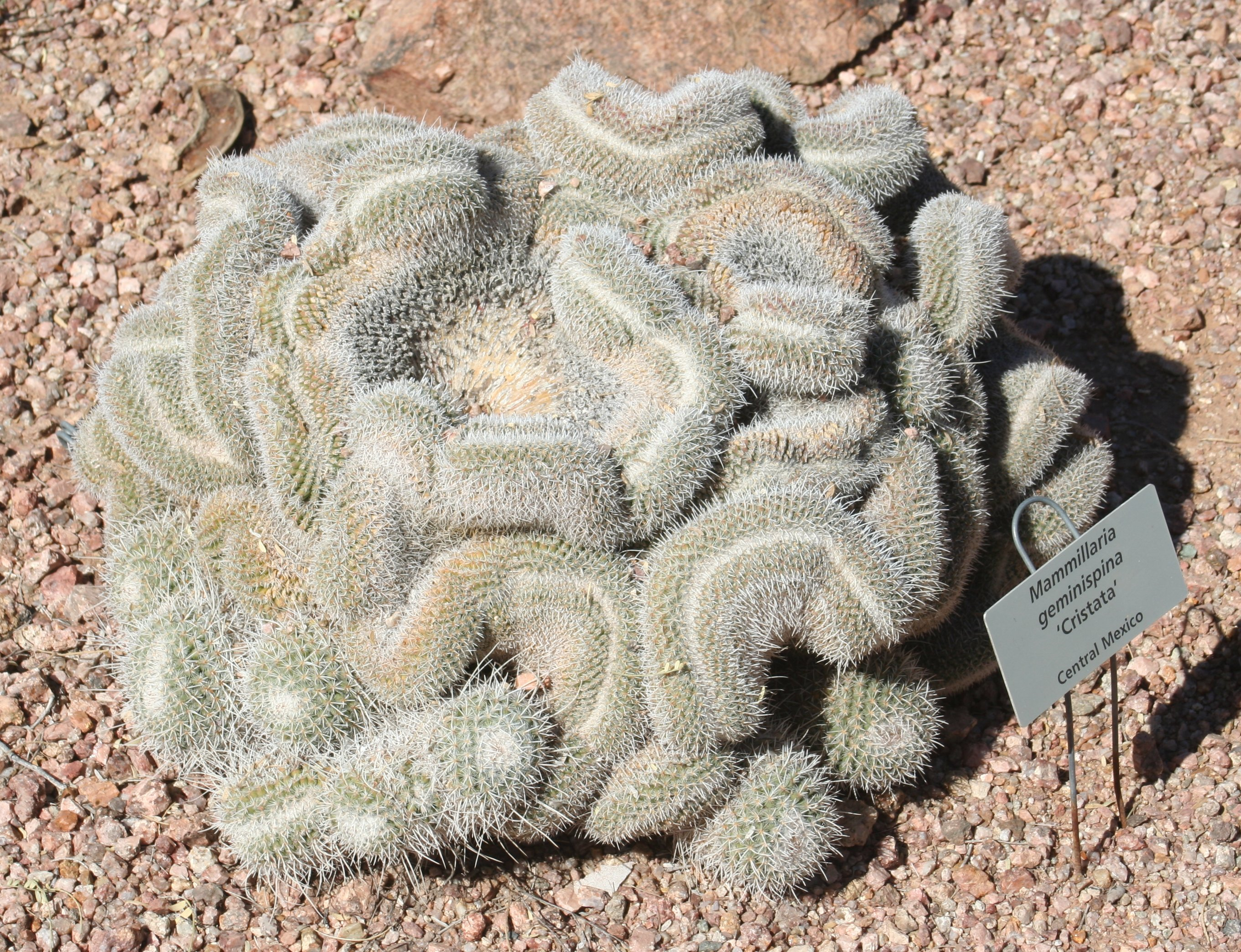
Sprosse einer Mammillaria geminispina
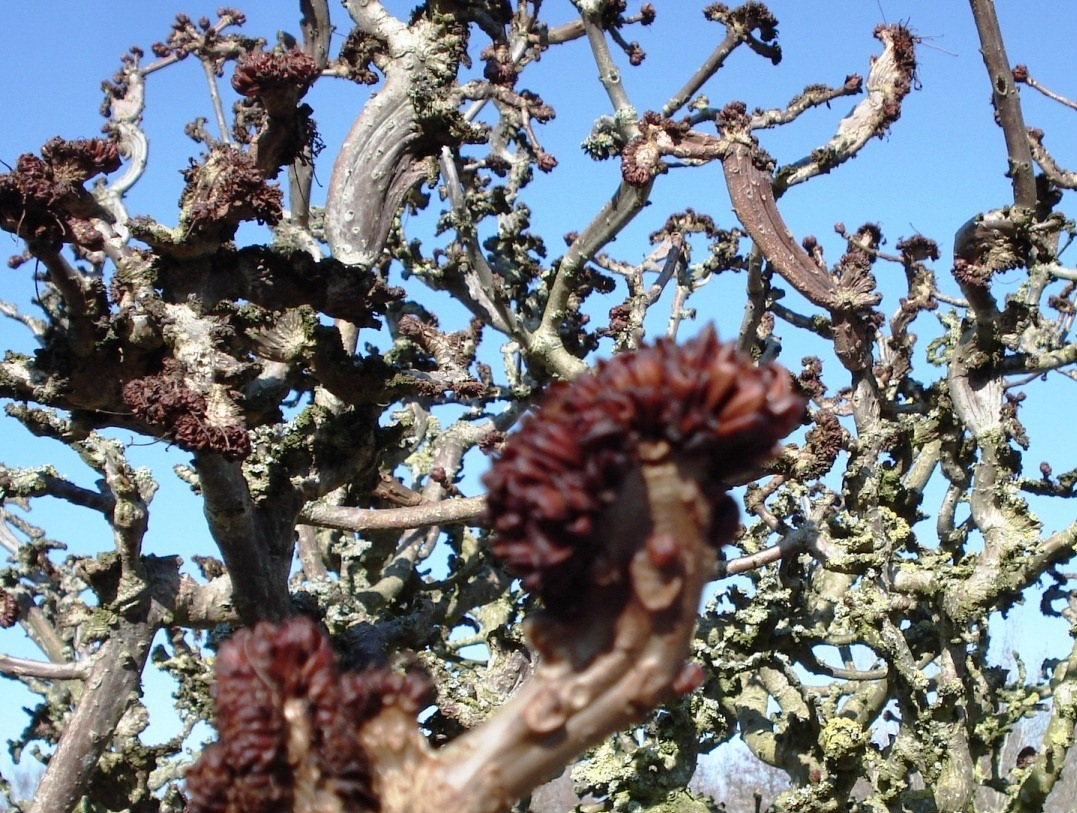
Aesculus hippocastanum 'Monstrosa', unbelaubt („Bänder-Rosskastanie“); verbändert wachsende Mutation der Rosskastanie